# 396
396 foi um ano bissexto do século IV que teve início a uma terça-feira e terminou a uma quarta-feira, segundo o Calendário Juliano. As suas letras dominicais foram F e E. Segundo o horóscopo chinês, foi o ano do Macaco.
| Ano completo                          |
| ------------------------------------- |
| Ano bissexto com início à terça-feira |

## Eventos

### Extremo Oriente
- Inicia-se o reinado de An Di Imperador da Dinastia Jin Oriental - China.

### Europa
- Santo Agostinho torna-se o bispo de Hipona.

## Nascimentos
- Flávio Aécio - General romano, (m. 454).

## Mortes
- Morre Xiaowu Di - Imperador da Dinastia Jin Oriental China.